# 콜게이트 (치약)

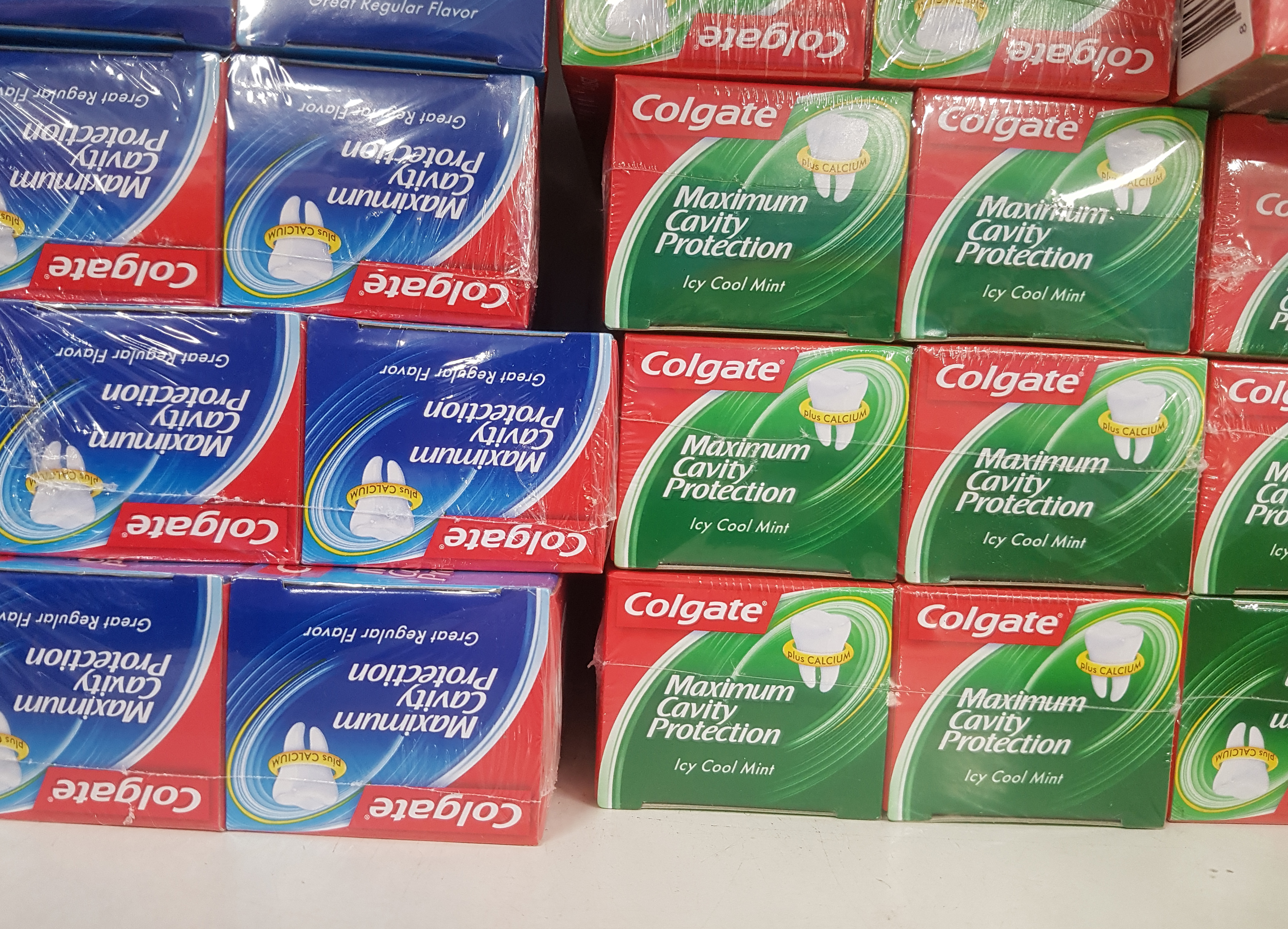
콜게이트의 불소치약 케비피 프로텍션

콜게이트(Colgate)는 미국의 구강 관리 브랜드다. 윌리엄 콜게이트(william Colgate, 1783-1857)가 처음에는 유리병에 담아 판매(1873년) 되던 치약을 튜브에 담아 뉴욕에서 시판(1896년)했다. 모회사는 콜게이트 팜올리브(Colgate-Palmolive)이다.

## 콜게이트 케비티 프로텍
한국에서 판매되는 레귤러(상쾌한 페퍼민트 향), 쿨민트(시원한 아이스 민트향)로 구성된 1천450ppm의 불소치약이다.

## 친환경 치약 ‘스마일 포 굿'
HDPE +EVOH + PET 소재의 재활용되는 튜브를 적용한 치약이다.
콜게이트 파몰리브는 2025년까지 운영하는 모든 브랜드 제품의 포장재를 100% 재활용할 수 있게 만드는 한편, 해당 기술을 경쟁 업체들과도 공유할 계획이다 재활용되는 튜브는 Tom’s of Maine 치약에도 사용된다.